# Rodrigo Quirino
Pour les articles homonymes, voir Quirino.
Rodrigo dos Santos Quirino (né le 12 avril 1996 à Itapetininga) est un coureur cycliste brésilien.

## Biographie
En 2014, Rodrigo Quirino remporte la médaille de bronze de la course en ligne des Jeux olympiques de la jeunesse, à Nankin. Il participe également aux mondiaux juniors de Ponferrada, où il prend la 65e place. L'année suivante, il rejoint la nouvelle équipe Green-Pirac-Arcelormittal, avec laquelle il devient champion du Brésil sur route espoirs. 
Pour la saison 2016, il signe chez Funvic Soul Cycles-Carrefour, qui obtient le statut d'équipe continentale professionnelle. En début d'année, il est sélectionné en équipe nationale pour participer Tour de San Luis. Début juillet, il décide de rejoindre le club espagnole Guerciotti-Redondel, dirigée par l'ancien coureur Enrique Salgueiro. Sous ses nouvelles couleurs, il est le leader désigné pour la Ruota d'Oro et le Piccolo Giro di Lombardia, deux courses UCI italiennes. Lors de cette dernière, il se distingue en prenant part à l'échappée matinale et en parvenant à rallier l'arrivée parmi la soixantaine de coureurs classés.

## Palmarès
- 2012
  -  Champion du Brésil sur route cadets
  - 2e du championnat du Brésil du contre-la-montre cadets
- 2014
  -  Médaillé de bronze de la course en ligne aux Jeux olympiques de la jeunesse
- 2015
  -  Champion du Brésil sur route espoirs